# 本亚明·克莱布林克
本亚明·克莱布林克（德語：Benjamin Kleibrink，1985年7月30日—），生於克雷费尔德，德国男子击剑运动员，主攻花剑。他曾参加2008年和2012年两届夏季奥运，其中在2008年北京奥运收获个人花剑金牌，在2012年伦敦奥运收获团体花剑铜牌。